# آدولف وینداوس
آدولف اوتو راینهولد وینداوس (به آلمانی: Adolf Otto Reinhold Windaus) شیمیدان، طبیعی‌شناس و محقق بزرگ آلمانی به سال ۱۸۷۶ در برلین متولد شد. به تحصیل در رشتهٔ شیمی پرداخت و در سال۱۹۰۷ موفق به کسب دکترا شد. سپس به سمت استادی نائل گردید اما لحظه‌ای از تحقیق و پژوهش غافل نبود. وی متوجه شد که در مورد عناصر سازنده بدن انسان و نیز مواد لازم برای سلامتی آن تحقیقات جامعی صورت نگرفته‌است پس از دانش خود در علم شیمی در جهت شناخت بدن و نیازهای آن سود جست. با دانشگاه‌های بسیاری همکاری کردو از کمک اساتید بسیاری بهره برد. بیماری نرمی استخوان (راشیتیسم) را به‌طور کامل شناسایی نمود و عوامل مؤثر ایجاد و درمان آن را مشخص کرد. او نخست شخصی بود که نقش حیاتی ویتامین‌ها را کشف و مطرح نمود. سرانجام به پاس یک عمر تلاش پیگیری در ۱۹۲۸ موفق به دریافت جایزهٔ نوبل گردید. این دانشمند برجسته در سال ۱۹۵۶ در گذشت. از جمله فعالیت‌های مهم شناسایی بیماری راشیتیسم و نقش حیاتی در کشف ویتامین داشت.